# Leptostomias longibarba
Leptostomias longibarba är en fiskart som beskrevs av Regan och Trewavas, 1930. Leptostomias longibarba ingår i släktet Leptostomias och familjen Stomiidae. Inga underarter finns listade i Catalogue of Life.